# Kuno-Hans von Both
Kuno-Hans von Both (9 de abril de 1884 - 22 de maio de 1955) foi um oficial alemão que serviu durante a Segunda Guerra Mundial. Foi condecorado com a Cruz de Cavaleiro da Cruz de Ferro.

## Carreira

### Patentes
General der Infanterie

### Condecorações
| Cruz de Ferro 2ª Classe                               |
| Cruz de Ferro 1ª Classe                               |
| Cruz Germânica em Ouro                                |
| Cruz de Cavaleiro da Cruz de Ferro 9 de julho de 1941 |